# Remo Freuler
Remo Marco Freuler, född 15 april 1992, är en schweizisk fotbollsspelare som spelar för Bologna.

## Klubbkarriär
Den 14 augusti 2022 värvades Freuler av nyuppflyttade Premier League-klubben Nottingham Forest. Den 1 september 2023 lånades han ut till italienska Bologna på ett säsongslån med en tvingande köpoption förutsatt att vissa kriterier uppnås.

## Landslagskarriär
Freuler debuterade för Schweiz landslag den 25 mars 2017 i en 1–0-vinst över Lettland, där han blev inbytt i den 84:e minuten mot Haris Seferović.